# Maring
Le maring est une langue papoue parlée en Papouasie-Nouvelle-Guinée, dans la région du Mont Hagen, dans les provinces des Hautes-Terres occidentales et de Madang. 

## Classification
Le maring fait partie des langues chimbu, une des familles rattachées à l'ensemble des langues de Trans-Nouvelle-Guinée.

## Phonologie

### Voyelles
Les voyelles du maring sont :
|         | Antérieure | Centrale | Postérieure |
| ------- | ---------- | -------- | ----------- |
| Fermée  | i [i]      |          | u [u]       |
| Moyenne |            | ə [ə]    | o [o]       |
| Ouverte | ɛ [ɛ]      |          | ɑ [ɑ]       |

### Allophones
La voyelle centrale a plusieurs allophones. Elle est [ə] en position inaccentuée et [ʌ] sou l'accent. Devant [s] et [ndz], elle devient [ɨ].

### Consonnes
Les consonnes du maring sont : 
|              |              | Bilabiales | Dentales    | Alvéolaires | Dorsales | Dorsales |
| ------------ | ------------ | ---------- | ----------- | ----------- | -------- | -------- |
| Palatales    | Vélaires     | Bilabiales | Dentales    | Alvéolaires |          |          |
| Occlusives   | Sourde       | p [p]      |             | t [t]       |          | k [k]    |
| Occlusives   | Prénasale    | mb [m͡b]    | n̪d̪ [n̪͡d̪]     |             |          | ŋg [ŋ͡g]  |
| Affriquée    | Sourde       |            | t̪s̪ʲ [t̪͡s̪ʲ]   |             |          |          |
| Affriquée    | Sonore       |            | n̪d̪z̪ʲ [n̪͡d̪͡z̪ʲ] |             |          |          |
| Nasale       | Nasale       | m [m]      | n̪ʲ [n̪ʲ]     | n [n]       |          | ŋ [ŋ]    |
| Roulée       | Roulée       |            |             | r [r]       |          |          |
| Liquide      | Liquide      |            |             | l [l]       |          |          |
| Semi-voyelle | Semi-voyelle | w [w]      |             |             | j [ j]   |          |

### Allophones
Les consonnes prénasalisées sont dévoisées en fin de mot.

## Sources
- (en) Anonyme, 2011, Maring Organized Phonological Data, manuscrit, Ukarumpa, SIL PNG.